# Gorp (Brabant-Septentrional)
Pour les articles homonymes, voir Gorp.
Gorp est un hameau situé dans la commune néerlandaise de Hilvarenbeek, dans la province du Brabant-Septentrional.
Avec le hameau de Roovert, Gorp forme le domaine naturel de Gorp en Roovert.
Gorp a vu naître le médecin et linguiste Johannes Goropius Becanus.